# Kamer van volksvertegenwoordigers (samenstelling 1995-1999)
De lijst van leden van de Belgische Kamer van volksvertegenwoordigers van 1995 tot 1999. De Kamer van volksvertegenwoordigers telt 150 leden.  Het federale kiesstelsel is gebaseerd op algemeen enkelvoudig stemrecht voor alle Belgen van 18 jaar en ouder, volgens een systeem van evenredige vertegenwoordiging op basis van de methode-D'Hondt, gecombineerd met een districtenstelsel.
De 49ste legislatuur van de Kamer van volksvertegenwoordigers liep van 8 juni 1995 tot 5 mei 1999. Ze volgde uit de verkiezingen van 21 mei 1995.
Deze legislatuur controleerde de werking van de regering-Dehaene II, een meerderheid gevormd door CVP, PS, PSC en SP. De oppositiepartijen waren dus VLD, PRL-FDF, Ecolo, Agalev, Volksunie, Vlaams Blok en FN.

## Zittingen
In de 49ste zittingsperiode (1995-1999) vonden vijf zittingen plaats. Van rechtswege kwamen de Kamers ieder jaar bijeen op de tweede dinsdag van oktober.
| Zitting               | Opening         | Sluiting        |
| --------------------- | --------------- | --------------- |
| buitengewone zitting  | 8 juni 1995     | 9 oktober 1995  |
| 2de zitting 1995-1996 | 10 oktober 1995 | 7 oktober 1996  |
| 3de zitting 1996-1997 | 8 oktober 1996  | 13 oktober 1997 |
| 4de zitting 1997-1998 | 14 oktober 1997 | 12 oktober 1998 |
| 5de zitting 1998-1999 | 13 oktober 1998 | 5 mei 1999      |

De Kamers werden van rechtswege ontbonden door de verklaring tot herziening van de Grondwet van 4 mei 1999.

## Samenstelling
| Begin legislatuur (1995) | Begin legislatuur (1995) | Begin legislatuur (1995) | Einde legislatuur (1999) | Einde legislatuur (1999) | Einde legislatuur (1999) |
| Fractie                  | Fractie                  | Zetels                   | Fractie                  | Fractie                  | Zetels                   |
| ------------------------ | ------------------------ | ------------------------ | ------------------------ | ------------------------ | ------------------------ |
|                          | CVP                      | 29                       |                          | CVP                      | 29                       |
|                          | VLD                      | 21                       |                          | PS                       | 22                       |
|                          | PS                       | 21                       |                          | VLD                      | 21                       |
|                          | SP                       | 20                       |                          | SP                       | 20                       |
|                          | PRL-FDF                  | 18                       |                          | PRL-FDF                  | 19                       |
|                          | PSC                      | 12                       |                          | PSC                      | 11                       |
|                          | Agalev-Ecolo             | 11                       |                          | Vlaams Blok              | 11                       |
|                          | Vlaams Blok              | 11                       |                          | Agalev-Ecolo             | 10                       |
|                          | Volksunie                | 5                        |                          | Volksunie                | 5                        |
|                          | FN                       | 2                        |                          | FN                       | 1                        |
|                          |                          |                          |                          | Onafhankelijk            | 1                        |

Wijzigingen in fractiesamenstelling:
- In 1996 stapt Philippe Dallons (Ecolo) over naar de PS-fractie.
- Eind 1995 stapt Marguerite Bastien uit de FN-fractie en zetelt vanaf dan als onafhankelijke.
- In 1999 stapt Pierrette Cahay-André (PSC) over naar de PRL-FDF-fractie.

## Lijst van de verkozenen
| Volksvertegenwoordiger           | Partij         | Kieskring                                   | Taalgroep  | Opmerkingen |
| -------------------------------- | -------------- | ------------------------------------------- | ---------- | --- |
| Jos Ansoms                       | CVP            | Antwerpen                                   | Nederlands | Secretaris en voorzitter van de commissie Bedrijfsleven, Wetenschapsbeleid, Onderwijs, Nationale Wetenschappelijke en Culturele Instellingen, Middenstand en Landbouw. |
| Yves Leterme                     | CVP            | Veurne-Diksmuide-Oostende-Ieper             | Nederlands | Vervangt vanaf 4 juni 1997 Paul Breyne, die provinciegouverneur van West-Vlaanderen wordt. Breyne was quaestor tot 29 mei 1997. |
| Hubert Brouns                    | CVP            | Hasselt-Tongeren-Maaseik                    | Nederlands | |
| Frans Cauwenberghs               | CVP            | Antwerpen                                   | Nederlands | Quaestor. |
| Simonne Creyf                    | CVP            | Brussel-Halle-Vilvoorde                     | Nederlands | |
| Greta D'hondt                    | CVP            | Dendermonde-Sint-Niklaas                    | Nederlands | |
| Stefaan De Clerck                | CVP            | Kortrijk-Roeselare-Tielt                    | Nederlands | Werd van 28 juni 1995 tot 24 april 1998 als minister in de Federale Regering vervangen door Trees Pieters. |
| Pieter De Crem                   | CVP            | Gent-Eeklo                                  | Nederlands | |
| Wim Vermeulen                    | CVP            | Mechelen-Turnhout                           | Nederlands | Vervangt vanaf 3 juli 1996 Jos Dupré, die op pensioen gaat. Dupré was parlementsvoorzitter tot 28 juni 1995 en van 28 juni 1995 tot 29 juni 1996 ondervoorzitter en voorzitter van de commissie Financiën en Begroting.                                                                            |
| Mark Eyskens                     | CVP            | Leuven                                      | Nederlands | |
| Gisèle Gardeyn-Debever           | CVP            | Kortrijk-Roeselare-Tielt                    | Nederlands | |
| Ferdinand Ghesquière             | CVP            | Veurne-Diksmuide-Oostende-Ieper             | Nederlands | |
| Luc Goutry                       | CVP            | Brugge                                      | Nederlands | |
| An Hermans                       | CVP            | Leuven                                      | Nederlands | |
| Jan Lenssens                     | CVP            | Dendermonde-Sint-Niklaas                    | Nederlands | Ondervoorzitter vanaf 3 juli 1996. |
| Chris Moors                      | CVP            | Hasselt-Tongeren-Maaseik                    | Nederlands | Quaestor vanaf 29 mei 1997. |
| Dirk Pieters                     | CVP            | Brussel-Halle-Vilvoorde                     | Nederlands | |
| Maurice Didden                   | CVP            | Hasselt-Tongeren-Maaseik                    | Nederlands | Vervangt vanaf 28 juni 1995 Karel Pinxten, die minister in de Federale Regering wordt. Didden is vanaf 3 juli 1996 voorzitter van de commissie Financiën en Begroting. |
| Paul Tant                        | CVP            | Oudenaarde-Aalst                            | Nederlands | Voorzitter van de CVP-fractie. |
| Jo Vandeurzen                    | CVP            | Hasselt-Tongeren-Maaseik                    | Nederlands | |
| Jozef Van Eetvelt                | CVP            | Mechelen-Turnhout                           | Nederlands | |
| Anne Van Haesendonck             | CVP            | Gent-Eeklo                                  | Nederlands | Vervangt vanaf 7 oktober 1997 Johan Van Hecke, die directeur van het Instituut voor Democratie en Ontwikkeling wordt. |
| Ingrid Van Kessel                | CVP            | Mechelen-Turnhout                           | Nederlands | |
| Jo Van Overberghe                | CVP            | Gent-Eeklo                                  | Nederlands | Vervangt vanaf 28 april 1998 Tony Van Parys, die minister in de Federale Regering wordt. |
| Daniël Vanpoucke                 | CVP            | Kortrijk-Roeselare-Tielt                    | Nederlands | |
| Jan Van Erps                     | CVP            | Brussel-Halle-Vilvoorde                     | Nederlands | Vervangt vanaf 28 juni 1995 Herman Van Rompuy, die minister in de Federale Regering wordt. |
| Servais Verherstraeten           | CVP            | Mechelen-Turnhout                           | Nederlands | |
| Suzette Verhoeven                | CVP            | Antwerpen                                   | Nederlands | |
| Luc Willems                      | CVP            | Oudenaarde-Aalst                            | Nederlands | |
| Filip Anthuenis                  | VLD            | Dendermonde-Sint-Niklaas                    | Nederlands | |
| Pierre Chevalier                 | VLD            | Brugge                                      | Nederlands | Voorzitter van de commissie Sociale Zaken. |
| Willy Cortois                    | VLD            | Brussel-Halle-Vilvoorde                     | Nederlands | Secretaris tot 10 oktober 1995 en ondervoorzitter vanaf 10 oktober 1995. |
| Rik Daems                        | VLD            | Leuven                                      | Nederlands | |
| Herman De Croo                   | VLD            | Oudenaarde-Aalst                            | Nederlands | Ondervoorzitter tot 10 oktober 1995. |
| Paul De Grauwe                   | VLD            | Leuven                                      | Nederlands | |
| Aimé Desimpel                    | VLD            | Veurne-Diksmuide-Oostende-Ieper             | Nederlands | |
| Patrick Dewael                   | VLD            | Hasselt-Tongeren-Maaseik                    | Nederlands | Voorzitter van de VLD-fractie. |
| Jan Eeman                        | VLD            | Oudenaarde-Aalst                            | Nederlands | |
| Fernand Huts                     | VLD            | Antwerpen                                   | Nederlands | |
| Martial Lahaye                   | VLD            | Veurne-Diksmuide-Oostende-Ieper             | Nederlands | |
| Pierre Lano                      | VLD            | Kortrijk-Roeselare-Tielt                    | Nederlands | |
| Tony Smets                       | VLD            | Leuven                                      | Nederlands | |
| Willy Taelman                    | VLD            | Mechelen-Turnhout                           | Nederlands | Quaestor. |
| Jef Valkeniers                   | VLD            | Brussel-Halle-Vilvoorde                     | Nederlands | |
| Julien Van Aperen                | VLD            | Antwerpen                                   | Nederlands | |
| Ignace Van Belle                 | VLD            | Gent-Eeklo                                  | Nederlands | Secretaris vanaf 10 oktober 1995. |
| Marc Van den Abeelen             | VLD            | Antwerpen                                   | Nederlands | Voorzitter van de commissie belast inzake Handels- en Economisch Recht. |
| Marilou Vanden Poel-Welkenhuysen | VLD            | Hasselt-Tongeren-Maaseik                    | Nederlands | |
| Geert Versnick                   | VLD            | Gent-Eeklo                                  | Nederlands | |
| Marc Verwilghen                  | VLD            | Dendermonde-Sint-Niklaas                    | Nederlands | Voorzitter van de commissie Justitie tot 17 oktober 1996, een functie die hij opnieuw uitoefende vanaf 13 oktober 1998. |
| Alberto Borin                    | PS             | Nijvel                                      | Frans      | |
| Colette Burgeon                  | PS             | Bergen-Zinnik                               | Frans      | |
| José Canon                       | PS             | Charleroi-Thuin                             | Frans      | |
| Robert Meureau                   | PS             | Hoei-Borgworm                               | Frans      | Vervangt vanaf 23 april 1996 Guy Coëme, die door een veroordeling in een corruptieschandaal voor vijf jaar zijn burgerrechten verliest en bijgevolg ook geen politiek mandaat mag uitoefenen. Coëme was quaestor tot 19 april 1996.                                                                |
| Thierry Giet                     | PS             | Luik                                        | Frans      | Vervangt vanaf 28 juni 1995 Michel Daerden, die minister in de Federale Regering wordt. |
| Michel Moock                     | PS             | Brussel-Halle-Vilvoorde                     | Frans      | Vervangt vanaf 30 juni 1995 Magda De Galan, die minister in de Federale Regering wordt. |
| Jean-Marc Delizée                | PS             | Namen-Dinant-Philippeville                  | Frans      | |
| Rudy Demotte                     | PS             | Doornik-Aat-Moeskroen                       | Frans      | |
| Richard Biefnot                  | PS             | Bergen-Zinnik                               | Frans      | Vervangt vanaf 28 juni 1995 Elio Di Rupo, die minister in de Federale Regering wordt. |
| Michel Dighneef                  | PS             | Luik                                        | Frans      | |
| François Dufour                  | PS             | Doornik-Aat-Moeskroen                       | Frans      | |
| Claude Eerdekens                 | PS             | Namen-Dinant-Philippeville                  | Frans      | Voorzitter van de PS-fractie. |
| Maurice Minne                    | PS             | Nijvel                                      | Frans      | Vervangt vanaf 28 juni 1995 André Flahaut, die minister in de Federale Regering wordt. |
| André Frédéric                   | PS             | Verviers                                    | Frans      | Vervangt vanaf 13 oktober 1998 André Grosjean, die zich volledig op het burgemeesterschap van Welkenraedt wil concentreren en dus de nationale politiek verlaat. |
| Yvon Harmegnies                  | PS             | Bergen-Zinnik                               | Frans      | Quaestor vanaf 2 mei 1996. |
| Jean-Pol Henry                   | PS             | Charleroi-Thuin                             | Frans      | Ondervoorzitter en voorzitter van de commissie Landsverdediging. |
| Charles Janssens                 | PS             | Luik                                        | Frans      | Secretaris en voorzitter van de commissie Binnenlandse Zaken, Algemene Zaken en Openbaar Ambt. |
| Guy Larcier                      | PS             | Aarlen-Marche-Bastenaken-Neufchâteau-Virton | Frans      | |
| Patrick Moriau                   | PS             | Charleroi-Thuin                             | Frans      | |
| Serge Moureaux                   | PS             | Brussel-Halle-Vilvoorde                     | Frans      | |
| Luc Toussaint                    | PS             | Luik                                        | Frans      | |
| Marcel Bartholomeeussen          | SP             | Antwerpen                                   | Nederlands | |
| Bob De Richter                   | SP             | Antwerpen                                   | Nederlands | Vervangt vanaf 28 juni 1995 Marcel Colla, die minister in de Federale Regering wordt. |
| Chokri Mahassine                 | SP             | Hasselt-Tongeren-Maaseik                    | Nederlands | Vervangt vanaf 24 april 1999 Lisette Croes, die op pensioen gaat. |
| Rony Cuyt                        | SP             | Mechelen-Turnhout                           | Nederlands | |
| Robert Delathouwer               | SP             | Brussel-Halle-Vilvoorde                     | Nederlands | |
| Patrick Van Gheluwe              | SP             | Kortrijk-Roeselare-Tielt                    | Nederlands | Vervangt vanaf 28 juni 1995 Erik Derycke, die minister in de Federale Regering wordt. |
| Renaat Landuyt                   | SP             | Brugge                                      | Nederlands | Quaestor vanaf 5 oktober 1995. |
| Raymond Janssens                 | SP             | Mechelen-Turnhout                           | Nederlands | Vervangt vanaf 28 juni 1995 Jan Peeters, die staatssecretaris in de Federale Regering wordt. |
| Hans Bonte                       | SP             | Brussel-Halle-Vilvoorde                     | Nederlands | Vervangt vanaf 28 juni 1995 Leo Peeters, die minister in de Vlaamse Regering wordt. |
| André Schellens                  | SP             | Leuven                                      | Nederlands | Quaestor tot 6 juli 1995 en voorzitter van de commissie Infrastructuur, Verkeer en Overheidsbedrijven. |
| Hunfred Schoeters                | SP             | Dendermonde-Sint-Niklaas                    | Nederlands | |
| Lucien Suykens                   | SP             | Mechelen-Turnhout                           | Nederlands | |
| Johan Vande Lanotte              | SP             | Veurne-Diksmuide-Oostende-Ieper             | Nederlands | Werd van 28 juni 1995 tot 24 april 1998 als minister in de Federale Regering vervangen door Peter Roose. |
| Dany Vandenbossche               | SP             | Gent-Eeklo                                  | Nederlands | |
| Miche Dejonghe                   | SP             | Leuven                                      | Nederlands | Vervangt vanaf 1 oktober 1996 Frank Vandenbroucke, die gaat studeren aan de Universiteit van Oxford en dit niet kan combineren met het mandaat van Kamerlid. Vandenbroucke was van 6 juli 1995 tot 1 oktober 1996 voorzitter van de SP-fractie.                                                    |
| Dirk Van der Maelen              | SP             | Oudenaarde-Aalst                            | Nederlands | Ondervoorzitter. |
| Myriam Vanlerberghe              | SP             | Kortrijk-Roeselare-Tielt                    | Nederlands | Secretaris en vanaf 1 oktober 1996 voorzitter van de commissie Volksgezondheid, Leefmilieu en Maatschappelijke Hernieuwing. |
| Louis Vanvelthoven               | SP             | Hasselt-Tongeren-Maaseik                    | Nederlands | Voorzitter van de SP-fractie tot 6 juli 1995, een functie die hij opnieuw uitoefende vanaf 1 oktober 1996. Vanvelthoven is tevens voorzitter van de commissie Volksgezondheid, Leefmilieu en Maatschappelijke Hernieuwing.                                                                         |
| Ghislain Vermassen               | SP             | Hasselt-Tongeren-Maaseik                    | Nederlands | |
| Julien Verstraeten               | SP             | Oudenaarde-Aalst                            | Nederlands | |
| Daniel Bacquelaine               | PRL            | Luik                                        | Frans      | |
| Jean Barzin                      | PRL            | Namen-Dinant-Philippeville                  | Frans      | |
| Véronique Cornet                 | PRL            | Charleroi-Thuin                             | Frans      | Vervangt vanaf 7 oktober 1997 de overleden Etienne Bertrand. |
| Georges Clerfayt                 | FDF            | Brussel-Halle-Vilvoorde                     | Frans      | |
| Denis D'hondt                    | PRL            | Doornik-Aat-Moeskroen                       | Frans      | |
| François-Xavier de Donnea        | PRL            | Brussel-Halle-Vilvoorde                     | Frans      | Van 26 oktober 1995 tot 13 oktober 1998 voorzitter van de commissie Buitenlandse Betrekkingen. |
| Robert Denis                     | PRL            | Verviers                                    | Frans      | |
| Antoine Duquesne                 | PRL            | Aarlen-Marche-Bastenaken-Neufchâteau-Virton | Frans      | Quaestor tot 26 oktober 1995 en ondervoorzitter vanaf 26 oktober 1995. Duquesne was van 17 oktober 1996 tot 13 oktober 1998 voorzitter van de commissie Justitie en vanaf 13 oktober 1998 voorzitter van de commissie Buitenlandse Betrekkingen.                                                   |
| Jacqueline Herzet                | PRL            | Nijvel                                      | Frans      | |
| Roger Hotermans                  | PRL            | Verviers                                    | Frans      | |
| Olivier Maingain                 | FDF            | Brussel-Halle-Vilvoorde                     | Frans      | |
| Louis Michel                     | PRL            | Nijvel                                      | Frans      | Voorzitter van de PRL-FDF-fractie tot 20 oktober 1995. |
| Jean-Paul Moerman                | PRL            | Bergen-Zinnik                               | Frans      | |
| Didier Reynders                  | PRL            | Luik                                        | Frans      | Tot 20 oktober 1995 ondervoorzitter en voorzitter van de commissie Buitenlandse Betrekkingen en voorzitter van de PRL-FDF-fractie vanaf 20 oktober 1995. |
| Philippe Seghin                  | PRL            | Charleroi-Thuin                             | Frans      | |
| Jacques Simonet                  | PRL            | Brussel-Halle-Vilvoorde                     | Frans      | |
| Jacques Vandenhaute              | PRL            | Brussel-Halle-Vilvoorde                     | Frans      | Quaestor vanaf 26 oktober 1995. |
| Michel Wauthier                  | PRL            | Namen-Dinant-Philippeville                  | Frans      | |
| Pierre Beaufays                  | PSC            | Namen-Dinant-Philippeville                  | Frans      | |
| Pierrette Cahay-André            | PSC            | Luik                                        | Frans      | Stapt op 27 februari 1999 over naar de PRL-FDF-fractie, nadat ze op 4 september 1998 was overgestapt naar MCC, een afsplitsing van PSC die een alliantie sloot met PRL. Cahay-André was ondervoorzitter tot 28 juli 1995.                                                                          |
| Josy Arens                       | PSC            | Aarlen-Marche-Bastenaken-Neufchâteau-Virton | Frans      | Vervangt vanaf 3 oktober 1995 Jean-Pol Poncelet, die minister in de Federale Regering wordt. Poncelet was voorzitter van de PSC-fractie van 28 juli tot 3 september 1995. |
| André du Bus de Warnaffe         | PSC            | Brussel-Halle-Vilvoorde                     | Frans      | Vervangt vanaf 13 oktober 1998 Nathalie de T'Serclaes, die na haar overstap naar de MCC, een afsplitsing van PSC, het mandaat van Kamerlid teruggeeft aan haar partij. De T'Serclaes was tot 9 oktober 1998 voorzitter van de commissie Herziening van de Grondwet en Institutionele Hervormingen. |
| Jean-Pierre Detremmerie          | PSC            | Doornik-Aat-Moeskroen                       | Frans      | |
| Richard Fournaux                 | PSC            | Namen-Dinant-Philippeville                  | Frans      | |
| Raymond Langendries              | PSC            | Nijvel                                      | Frans      | Voorzitter van de PSC-fractie tot 28 juni 1995, vanaf 28 juni 1995 parlementsvoorzitter en vanaf 13 oktober 1998 voorzitter van de commissie Herziening van de Grondwet en Institutionele Hervormingen..                                                                                           |
| Jacques Lefevre                  | PSC            | Bergen-Zinnik                               | Frans      | Voorzitter van de PSC-fractie vanaf 3 oktober 1995. |
| Roger Lespagnard                 | PSC            | Luik                                        | Frans      | |
| Marceau Mairesse                 | PSC            | Charleroi-Thuin                             | Frans      | |
| Philippe Maystadt                | PSC            | Charleroi-Thuin                             | Frans      | Werd van 28 juni 1995 tot 19 juni 1998 als minister in de Federale Regering vervangen door Jean-Jacques Viseur. |
| Albert Gehlen                    | PSC            | Verviers                                    | Frans      | Vervangt vanaf 3 oktober 1995 Melchior Wathelet, die rechter bij het Europees Hof van Justitie wordt. Eerder verving Gehlen van 28 juni tot 3 september 1995 ook Wathelet, toen die minister in de Federale Regering was.                                                                          |
| Gerolf Annemans                  | Vlaams Blok    | Antwerpen                                   | Nederlands | Voorzitter van de Vlaams Blok-fractie. |
| Luc Sevenhans                    | Vlaams Blok    | Antwerpen                                   | Nederlands | Vervangt vanaf 2 november 1997 Xavier Buisseret, die door een veroordeling voor handtastelijkheden voor vijf jaar zijn burgerrechten verliest en bijgevolg ook geen politiek mandaat mag uitoefenen.                                                                                               |
| Alexandra Colen                  | Vlaams Blok    | Antwerpen                                   | Nederlands | |
| Filip De Man                     | Vlaams Blok    | Brussel-Halle-Vilvoorde                     | Nederlands | |
| Jean Geraerts                    | Vlaams Blok    | Hasselt-Tongeren-Maaseik                    | Nederlands | |
| Joris Huysentruyt                | Vlaams Blok    | Kortrijk-Roeselare-Tielt                    | Nederlands | |
| Bart Laeremans                   | Vlaams Blok    | Brussel-Halle-Vilvoorde                     | Nederlands | |
| Ignace Lowie                     | Vlaams Blok    | Antwerpen                                   | Nederlands | |
| John Spinnewyn                   | Vlaams Blok    | Mechelen-Turnhout                           | Nederlands | |
| Jaak Van den Broeck              | Vlaams Blok    | Dendermonde-Sint-Niklaas                    | Nederlands | |
| Francis Van den Eynde            | Vlaams Blok    | Gent-Eeklo                                  | Nederlands | |
| Philippe Dallons                 | Ecolo          | Charleroi-Thuin                             | Frans      | Stapt op 23 mei 1996 over naar de PS-fractie. |
| Mylène Nys                       | Ecolo          | Brussel-Halle-Vilvoorde                     | Frans      | Vervangt vanaf 20 april 1999 Vincent Decroly, die uit ontevredenheid tegenover de regering ontslag neemt. |
| Olivier Deleuze                  | Ecolo          | Brussel-Halle-Vilvoorde                     | Frans      | Voorzitter van de Ecolo-Agalev-fractie tot 26 september 1997. |
| Thierry Detienne                 | Ecolo          | Luik                                        | Frans      | |
| Martine Schüttringer             | Ecolo          | Hoei-Borgworm                               | Frans      | |
| Jean-Pierre Viseur               | Ecolo          | Bergen-Zinnik                               | Frans      | |
| Fons Borginon                    | Volksunie      | Antwerpen                                   | Nederlands | |
| Geert Bourgeois                  | Volksunie      | Kortrijk-Roeselare-Tielt                    | Nederlands | |
| Hugo Olaerts                     | Volksunie      | Hasselt-Tongeren-Maaseik                    | Nederlands | |
| Annemie Van de Casteele          | Volksunie      | Brussel-Halle-Vilvoorde                     | Nederlands | Voorzitter van de Volksunie-fractie. |
| Karel Van Hoorebeke              | Volksunie      | Gent-Eeklo                                  | Nederlands | |
| Frans Lozie                      | Agalev         | Brugge                                      | Nederlands | |
| Jef Tavernier                    | Agalev         | Gent-Eeklo                                  | Nederlands | Voorzitter van de Ecolo-Agalev-fractie vanaf 26 september 1997. |
| Hugo Van Dienderen               | Agalev         | Antwerpen                                   | Nederlands | |
| Lode Vanoost                     | Agalev         | Brussel-Halle-Vilvoorde                     | Nederlands | |
| Joos Wauters                     | Agalev         | Mechelen-Turnhout                           | Nederlands | |
| Marguerite Bastien               | Front National | Brussel-Halle-Vilvoorde                     | Frans      | Zetelt vanaf 3 oktober 1995 als onafhankelijke. |
| Hugues Wailliez                  | Front National | Charleroi-Thuin                             | Frans      | |

## Commissies
- Op 13 juni 1995 werd een parlementaire onderzoekscommissie opgericht belast met een onderzoek naar de noodzakelijke aanpassingen van de organisatie en de werking van het politie- en justitiewezen op basis van de moeilijkheden die gerezen zijn bij het onderzoek naar de "Bende van Nijvel".
- Op 6 maart 1996 werd een parlementaire onderzoekscommissie opgericht belast met de beleidsvorming ter bestrijding van de onwettige praktijken van de sekten en van de gevaren ervan voor de samenleving en voor het individu, inzonderheid voor de minderjarigen. Zie het parlementair onderzoek sekten in België (1997).
- Op 17 oktober 1996 werd een parlementaire onderzoekscommissie opgericht belast met het onderzoek naar de wijze waarop het onderzoek door politie en gerecht werd gevoerd in de zaak "Dutroux-Nihoul en consoorten".
- Op 24 oktober 1996 werd een parlementaire onderzoekscommissie opgericht belast met het onderzoek naar de moord op André Cools (op 18 juli 1991).